# Tyler Perry
Emmitt Perry, Jr., dit Tyler Perry, est un acteur, producteur, scénariste, réalisateur, dramaturge, et auteur-compositeur américain, né le 13 septembre 1969 à La Nouvelle-Orléans (Louisiane). Il est le créateur et acteur du personnage Madea (en), une femme âgée coriace, et incarne également son frère Joe Simmons et son neveu Brian Simmons,,. Ses films varient des comédies classiques aux productions filmées de pièces de théâtre en direct, dont beaucoup ont été par la suite adaptées en longs métrages. La première apparition de Madea a lieu dans sa pièce I Can Do Bad All by Myself (en) (1999), mise en scène à Chicago.
Perry écrit et produit de nombreuses pièces de théâtre dans les années 1990 et au début des années 2000. Il accède à la célébrité en 2005 avec le film Madea, grand-mère justicière, adaptation de sa pièce éponyme (en), qu'il a écrit et produit. Il a également développé de nombreuses séries télévisées, notamment Tyler Perry's House of Payne (en), qui a duré huit saisons sur TBS de 2006 à 2012. En 2011, Forbes le classe comme l'acteur le mieux payé avec 130 millions $ de gains entre mai 2010 et mai 2011. En 2012, Perry signe un partenariat pluriannuel exclusif avec Oprah Winfrey et son Oprah Winfrey Network. L'accord comprend des projets scénarisés tels que The Haves and the Have Nots. En 2019, il a produit la série dramatique politique The Oval : Intrigues à la Maison Blanche pour BET.
En dehors de ses propres productions, Perry a joué dans de nombreux films hollywoodiens tels que Star Trek (2009), Alex Cross (2012), Gone Girl (2014), Ninja Turtles 2 (2016), Vice (2018), Ceux qui veulent ma mort (2021), et Don't Look Up : Déni cosmique (2021). Perry a également prêté sa voix pour des films d'animation tels que L'Étoile de Noël (2017) et La Pat' Patrouille, le film (2021).
Les films et émissions de Perry ont rapporté au total plus de 660 millions $ et sa fortune personnelle est estimée à 1 milliard $. Malgré le succès commercial, ses productions ont reçu des critiques qui pensent que ses films perpétuent des représentations négatives ou offensantes des Afro-Américains, la réception critique elle-même étant largement négative,,. En 2020, Perry est inclus dans la liste des 100 personnes les plus influentes du magazine Time et reçoit le prix du gouverneur de l'Academy of Television Arts and Sciences. De plus, il reçoit le Jean Hersholt Humanitarian Award de l'académie des Oscars en 2021, et est intronisé au Black Music & Entertainment Walk of Fame (en) l'année suivante.

## Biographie

### Jeunesse
Tyler Perry naît le 13 septembre 1969 à La Nouvelle-Orléans, en Louisiane.
Il connaît une enfance difficile, subissant des années d’abus.

### Carrière
Pendant les années 1990 et au début des années 2000, Tyler Perry écrit et produit de nombreuses pièces de théâtre dans le Sud des États-Unis.
En 2005, sort le premier film inspiré d'une de ses pièces, Madea, grand-mère justicière (Diary of a Mad Black Woman). Par la suite, il réalise lui-même toutes les adaptations de son œuvre au cinéma.
En juillet 2009, ses films rapportent près de 500 millions de dollars US à travers le monde. Néanmoins, ses films sont assez peu distribués en dehors des États-Unis et aucun d'entre eux n'a bénéficié d'une sortie en salles en France, même si certains sont disponibles en DVD, notamment Madea, grand-mère justicière, celui qui l'a fait connaître.
En septembre 2011, Forbes publie sa liste de personnes les plus payées du divertissement. Entre mai 2010 et mai 2011, il est en première position de cette liste avec 130 millions de dollars US,.
En 2019, à Atlanta, il fonde le Tyler Perry Studios, un complexe qui constitue le plus grand studio de cinéma des États-Unis (plus de 130 hectares), et dans lequel ont par exemple été tournés Black Panther: Wakanda Forever ou la série Hawkeye.
En février 2023, Forbes évalue sa fortune à un milliard de dollars, le classant comme acteur le plus riche du monde, à égalité avec Jerry Seinfeld.

### Vie privée
Depuis 2009, Tyler Perry est le compagnon du mannequin Gelila Bekele. Le 30 novembre 2014, elle donne naissance à leur premier enfant, un garçon prénommé Aman Tyler Perry.
Le 15 décembre 2022, le docu-série Harry & Meghan produit par Netflix révèle qu'il est le parrain de Lilibet, le deuxième enfant du couple.

## Accusation d'agression sexuelle
Le 13 juin 2025, Derek Dixon, acteur dans plusieurs productions de Tyler Perry dont la série The Oval : Intrigues à la Maison Blanche, l'accuse d'agression sexuelle et d'attouchements répétés depuis 2021. Selon la plainte déposée à la Los Angeles County Superior Court, Dixon estime que Perry a abusé de son pouvoir pour pouvoir agresser de multiples employés vulnérables. Il réclame de 260 millions de dollars de dommages et intérêts et un procès avec jury. Il avait déjà déposé une plainte en 2024 à l'Equal Employment Opportunity Commission et a quitté la série The Oval faute d'actions entreprises par la commission,.

## Filmographie
Sauf indication contraire, les informations mentionnées dans cette section peuvent être confirmées par la base de données cinématographiques IMDb,  présente dans la section « Liens externes ».

### Cinéma
| Année | Film                                                                                         | En tant que | En tant que | En tant que | En tant que | En tant que                         |  |
| Année | Film                                                                                         | Réalisateur | Scénariste  | Producteur  | Acteur      | Rôle(s)                             |  |
| ----- | -------------------------------------------------------------------------------------------- | ----------- | ----------- | ----------- | ----------- | ----------------------------------- |  |
| 2005  | Madea, grand-mère justicière (Diary of a Mad Black Woman)                                    | Non         | Oui         | Oui         | Oui         | Mabel « Madea » Simmons, Joe, Brian |  |
| 2006  | Affaire de femmes (Madea's Family Reunion)                                                   | Oui         | Oui         | Oui         | Oui         | Madea, Joe, Brian                   |  |
| 2007  | Daddy's Little Girls                                                                         | Oui         | Oui         | Oui         | Non         |                                     |  |
| 2007  | Pourquoi je me suis marié ? (Why Did I Get Married?)                                         | Oui         | Oui         | Oui         | Oui         | Terry Brock                         |  |
| 2008  | Meet the Browns                                                                              | Oui         | Oui         | Oui         | Oui         | Madea, Joe (caméo)                  |  |
| 2008  | The Family That Preys                                                                        | Oui         | Oui         | Oui         | Oui         | Ben                                 |  |
| 2009  | Madea Goes to Jail                                                                           | Oui         | Oui         | Oui         | Oui         | Madea, Joe, Brian                   |  |
| 2009  | Star Trek                                                                                    | Non         | Non         | Non         | Oui         | Amiral Barnett                      |  |
| 2009  | I Can Do Bad All by Myself                                                                   | Oui         | Oui         | Oui         | Oui         | Madea, Joe                          |  |
| 2009  | Precious                                                                                     | Non         | Non         | Oui         | Non         |                                     |  |
| 2010  | Pourquoi je me suis marié aussi ? (Why Did I Get Married Too?)                               | Oui         | Oui         | Oui         | Oui         | Terry Brock                         |  |
| 2010  | Les Couleurs du destin (For Colored Girls)                                                   | Oui         | Oui         | Oui         | Non         |                                     |  |
| 2011  | Madea's Big Happy Family                                                                     | Oui         | Oui         | Oui         | Oui         | Madea, Joe                          |  |
| 2012  | Good Deeds                                                                                   | Oui         | Oui         | Oui         | Oui         | Wesley Deeds                        |  |
| 2012  | Madea : Protection de témoins (Madea's Witness Protection)                                   | Oui         | Oui         | Oui         | Oui         | Madea, Joe, Brian                   |  |
| 2012  | Alex Cross                                                                                   | Non         | Non         | Non         | Oui         | Alex Cross                          |  |
| 2013  | Tentation : Confessions d'une femme mariée (Temptation: Confessions of a Marriage Counselor) | Oui         | Oui         | Oui         | Non         |                                     |  |
| 2013  | A Madea Christmas                                                                            | Oui         | Oui         | Oui         | Oui         | Madea                               |  |
| 2014  | Gone Girl                                                                                    | Non         | Non         | Non         | Oui         | Tanner Bolt                         |  |
| 2015  | Madea's Tough Love (en)                                                                      | Non         | Non         | Oui         | Oui         | Madea, Joe, Brian                   |  |
| 2016  | Ninja Turtles 2 (Teenage Mutant Ninja Turtles: Out of the Shadows)                           | Non         | Non         | Non         | Oui         | Dr Baxter Stockman                  |  |
| 2016  | Brain on Fire                                                                                | Non         | Non         | Non         | Oui         | Richard                             |  |
| 2016  | Boo! A Madea Halloween                                                                       | Oui         | Oui         | Oui         | Oui         | Madea, Joe                          |  |
| 2017  | Boo 2! A Madea Halloween                                                                     | Oui         | Oui         | Oui         | Oui         | Madea, Joe, Brian                   |  |
| 2018  | Vice                                                                                         | Non         | Non         | Non         | Oui         | Colin Powell                        |  |
| 2018  | Pas si folle (Nobody's Fool)                                                                 | Oui         | Oui         | Non         | Non         |                                     |  |
| 2019  | A Madea Family Funeral                                                                       | Oui         | Oui         | Oui         | Oui         | Madea, Joe, Brian, Heathrow         |  |
| 2020  | Rupture fatale (A Fall from Grace)                                                           | Oui         | Oui         | Oui         | Oui         | Rory Garruax                        |  |
| 2021  | Ceux qui veulent ma mort (Those Who Wish Me Dead)                                            | Non         | Non         | Non         | Oui         | Arthur Phillip                      |  |
| 2021  | Don't Look Up : Déni cosmique (Don't Look Up)                                                | Non         | Non         | Non         | Oui         | Jack Bremmer                        |  |
| 2022  | Madea : Retour en fanfare (A Madea Homecoming)                                               | Oui         | Oui         | Non         | Oui         | Madea, Oncle Joe, Madea jeune       |  |
| 2022  | A Jazzman's Blues                                                                            | Oui         | Oui         | Oui         | Non         |                                     |  |
| 2024  | Mea Culpa                                                                                    | Oui         | Oui         | Oui         | Non         |                                     |  |
| 2024  | Divorce in the Black                                                                         | Oui         | Oui         | Oui         | Non         |                                     |  |
| 2024  | Messagères de guerre (The Six Triple Eight)                                                  | Oui         | Oui         | Oui         | Non         |                                     |  |
| 2025  | À bout (Straw)                                                                               | Oui         | Oui         | Oui         | Non         |                                     |  |

### Télévision
| Année                 | Titre                                     | En tant que | En tant que | En tant que | En tant que | En tant que       |
| Année                 | Titre                                     | Réalisateur | Scénariste  | Producteur  | Acteur      | Rôle              |
| --------------------- | ----------------------------------------- | ----------- | ----------- | ----------- | ----------- | ----------------- |
| 2006–2012 depuis 2020 | Tyler Perry's House of Payne              | Oui         | Oui         | Oui         | Oui         | Madea             |
| 2009–2011             | Tyler Perry's Meet the Browns             | Oui         | Oui         | Oui         | Non         | Madea (mentionné) |
| 2011–2017             | Tyler Perry's For Better Or Worse         | Oui         | Oui         | Oui         | Oui         | Médecin           |
| 2013-2021             | Tyler Perry's the Haves and the Have Nots | Oui         | Oui         | Oui         | Non         |                   |
| depuis 2019           | The Oval : Intrigues à la Maison Blanche  | Oui         | Oui         | Oui         | Non         |                   |
| depuis 2019           | Sistas                                    | Oui         | Oui         | Oui         | Non         |                   |
| depuis 2020           | Tyler Perry's Young Dylan                 | Oui         | Oui         | Oui         | Non         |                   |
| depuis 2020           | Ruthless                                  | Oui         | Oui         | Oui         | Non         |                   |
| depuis 2020           | Bruh                                      | Oui         | Oui         | Oui         | Non         |                   |
| depuis 2020           | Assisted Living                           | Oui         | Oui         | Oui         | Non         |                   |
| depuis 2021           | All the Queen's Men                       | Oui         | Oui         | Oui         | Non         |                   |
| depuis 2022           | Zatima                                    | Oui         | Oui         | Oui         | Non         |                   |

## Théâtre
| Année | Titre                       | En tant que      | En tant que | En tant que | En tant que | En tant que                    |
| Année | Titre                       | Metteur en scène | Auteur      | Producteur  | Acteur      | Rôle                           |
| ----- | --------------------------- | ---------------- | ----------- | ----------- | ----------- | ------------------------------ |
| 1999  | I Know I've Been Changed    | Oui              | Oui         | Oui         | Oui         | Joe                            |
| 2000  | I Can Do Bad All By Myself  | Oui              | Oui         | Oui         | Oui         | Madea                          |
| 2001  | Diary of a Mad Black Woman  | Oui              | Oui         | Oui         | Oui         | Daddy Charles / Madea          |
| 2002  | Madea's Family Reunion      | Oui              | Oui         | Oui         | Oui         | Madea                          |
| 2003  | Madea's Class Reunion       | Oui              | Oui         | Oui         | Oui         | Dr. Willie Leroy Jones / Madea |
| 2004  | Why Did I Get Married?      | Oui              | Oui         | Oui         | Non         |                                |
| 2005  | Meet the Browns             | Oui              | Oui         | Oui         | Oui         | Madea (voix)                   |
| 2006  | Madea Goes to Jail          | Oui              | Oui         | Oui         | Oui         | Madea                          |
| 2007  | What's Done in the Dark     | Oui              | Oui         | Oui         | Non         |                                |
| 2008  | The Marriage Counselor      | Oui              | Oui         | Oui         | Non         |                                |
| 2009  | Laugh to Keep from Crying   | Oui              | Oui         | Oui         | Non         |                                |
| 2010  | Madea's Big Happy Family    | Oui              | Oui         | Oui         | Oui         | Madea                          |
| 2011  | A Madea Christmas           | Oui              | Oui         | Oui         | Oui         | Madea                          |
| 2012  | Aunt Bam's Place            | Oui              | Oui         | Oui         | Non         |                                |
| 2012  | I Don't Want To Do Wrong!   | Oui              | Oui         | Oui         | Non         |                                |
| 2012  | The Haves and the Have Nots | Oui              | Oui         | Oui         | Non         |                                |
| 2012  | Madea Gets a Job            | Oui              | Oui         | Oui         | Oui         | Madea                          |

## Voix françaises
En France
| - Frantz Confiac dans : - Star Trek - Alex Cross - Gone Girl - Brain on Fire - Rupture fatale - Don't Look Up : Déni cosmique - Lucien Jean-Baptiste dans : - Madea, grand-mère justicière - Affaire de femmes - Madea : Retour en fanfare - Madea : Mariage exotique (en) | - Gilles Morvan dans : - Pourquoi je me suis marié ? - Pourquoi je me suis marié aussi ? Et aussi - Christophe Peyroux dans Ninja Turtles 2 - Günther Germain dans Vice |